# Windows XP
Windows XP is een desktopversie van het besturingssysteem Windows, gemaakt door Microsoft. Windows XP is gebaseerd op de kernel van Windows NT en wordt intern nog steeds Windows NT 5.1 genoemd. Het besturingssysteem werd op 25 oktober 2001 geïntroduceerd. Windows XP werd op 30 januari 2007 opgevolgd door Windows Vista.
Windows XP was in januari 2013 met een marktaandeel voor desktopcomputers van 34,67 procent volgens Net Applications het tweede meest gebruikte besturingssysteem na Windows 7. Volgens Statcounter werd Windows XP op 24,29% van de computers gebruikt. Windows XP werd in haar bloeitijd door ongeveer 78% van de computergebruikers gebruikt.
De ondersteuningsperiode van Windows XP werd door Microsoft verlengd tot 8 april 2014. Voor Windows XP Embedded was ondersteuning langer beschikbaar, tot 12 januari 2016 konden klanten nog updates ontvangen.

## Kenmerken

### Kenmerken van de versies en verschillen met Windows NT
Windows XP Home Edition was gericht op thuisgebruikers, wat nog niet eerder voorkwam bij Windows NT-versies. Vorige versies van Windows NT werden vooral bedrijfsmatig gebruikt. De Home-editie is goedkoper en biedt minder functies dan de Professional editie. XP Home kan, hoewel een doorontwikkeling van Windows 2000, worden gezien als de opvolger van Windows ME.
Windows XP Professional is bedoeld voor bedrijven en heeft daarom ook meer bedrijfsgerichte functies, zoals betere netwerkondersteuning, bestandsbeveiliging en ondersteuning voor twee processors. Bijvoorbeeld Internet Information Services maakt, waarmee onder andere websites kunnen worden gehost, alleen deel uit van Windows XP Professional.
De servereditie van XP kwam pas in 2003 uit en droeg daarom de naam Windows Server 2003.
Windows XP was volledig gebaseerd op Windows NT, vooral op Windows 2000. Een belangrijk verschil tussen Windows 2000 en XP was de nieuwe vormgeving, waarin de traditionele rechthoekige vensters verdwenen. Er kon nog voor de oude lay-out worden gekozen. Er zijn meer functies op het gebied van multimedia, zoals het programma Windows Movie Maker, is schakelen tussen verschillende gebruikers eenvoudiger en is het mogelijk om het systeem te laten overnemen.

### Stabiliteit en veiligheid
Een andere belangrijke verbetering is volgens Microsoft de verhoogde stabiliteit van het systeem: computers met Windows XP zouden minder snel crashen in vergelijking met oudere versies, zoals Windows ME en in mindere mate met Windows 98.
Microsoft bracht in augustus 2004 Service Pack 2 uit, waarin onder meer het nieuwe 'beveiligingscentrum' werd geïntroduceerd. Vanuit het beveiligingscentrum kunnen gebruikers alle beveiligingsinstellingen, zoals de ingebouwde firewall, vanuit een plaats regelen. Bij SP2 werd Windows Firewall standaard aangezet, toen nog Internet Connection Firewall, dit in tegenstelling tot de originele versie van XP en XP SP1. Er werden veel fouten in het besturingssysteem verholpen.
Een van de problemen die Service Pack 2 aanpakte was de onveilige communicatie over een netwerk. Windows XP was in tegenstelling tot Windows 2000 erg 'open' voor communicatie over een netwerk. Verder werd Internet Explorer aangepakt, waardoor het voor malafide websites lastiger is om virussen en spyware te installeren. Daarnaast was tot Service Pack 2 geen beveiliging tegen de zogenaamde buffer overrun-bugs. Men kon in tegenstelling tot Windows 98 Second Edition, dat als compleet nieuw besturingssysteem werd verkocht, Service Pack 2 kosteloos downloaden. Service Pack 3, dat later werd uitgebracht, bevatte geen ingrijpende wijzigingen in Windows XP. Het was een pakket vol updates en een paar extra toevoegingen aan het systeem. In totaal bevat dit Service Pack 1174 verbeteringen. De Nederlandstalige versies waren gratis te verkrijgen via Windows Update.

### Einde van de ondersteuning
De ondersteuning voor Windows XP werd op 8 april 2014 beëindigd. Dit betekende niet dat Windows XP niet meer bruikbaar was. Er is wel een verhoogd risico op virussen en spyware, omdat Windows XP niet langer van beveiligingsupdates wordt voorzien door Microsoft. Microsoft bracht op 12 mei 2017 nog een beveiligingsupdate uit om gebruikers te beschermen tegen een wereldwijde cyberaanval met ransomware.

### Systeemvereisten
|                   | Minimumsysteemvereisten                   | Aanbevolen systeemvereisten                    |
| ----------------- | ----------------------------------------- | ---------------------------------------------- |
| Processor         | 233 MHz                                   | 300 MHz                                        |
| RAM-geheugen      | 64 MiB                                    | 128 MiB                                        |
| Videokaart        | SVGA 800 x 600 pixels                     |                                                |
| Harde schijf      | 1,5 GB                                    |                                                |
| Optische stations | cd of dvd                                 |                                                |
| Invoerapparaten   | toetsenbord en compatibel aanwijsapparaat |                                                |
| Overige apparaten |                                           | geluidskaart en luidsprekers of hoofdtelefoon. |

Hierboven staan de officiële systeemvereisten die tijdens de introductie van Windows XP in 2001 bekend werden gemaakt. Het bleek in de praktijk dat Windows XP met SP3 en alle updates die daar na kwamen het pas goed deden als er minimaal 1 GB geheugen aanwezig was. Met 512 MB werkte het systeem ook, maar wel iets trager. Vooral met Automatic Updates op de achtergrond aan trad een merkbaar snelheidsverlies op.
Service Pack 2 heeft 1,8 GB extra schijfruimte nodig tijdens de installatie.
Een oude installatie-cd-rom van Windows XP is niet meer te gebruiken op nieuwe computers, omdat die cd-rom niet geschikt is voor onder andere PCI Express. Een installatie-cd-rom met Service Pack 2 kan daar wel mee omgaan. Het is mogelijk om zo'n oude cd-rom met speciale programma's om te zetten naar een installatie-cd-rom met Service Pack 2. Dat wordt 'slipstreaming' genoemd.

### Handmatige verbeteringen
De Service Packs van Microsoft hebben Windows XP vooral veiliger gemaakt. Sommigen beweren dat de snelheid er echter niet op vooruit is gegaan. Toch zijn er vele configuratieaanpassingen mogelijk die Windows XP sneller kunnen maken. Snelheden kunnen worden verhoogd op gebieden als:
- Opstartsnelheid: services en programma's kunnen worden uitgezet zodat XP sneller opstart.
- Grafische gebruikersomgeving: door het uitzetten van grafische 'verbeteringen' heeft XP minder CPU-rekenkracht nodig.

Er bestaan ook vele programma's die bepaalde onderdelen kunnen wijzigen of uit kunnen zetten. Microsoft heeft programma's uitgebracht, zoals TweakUI, om allerlei aanpassingen te maken.

### Thema's
Er bestaan speciale thema's voor Windows XP. Er zijn thema's met kleuren, zoals het standaardthema Luna in blauw, zilver of olijfgroen. Er zijn ook andere klassieke thema's uit oudere Windows-versies zoals Windows-klassiek en onder andere Royale, Royale Noir en Zune, maar die zijn niet in Windows zelf ingebouwd.

## Wetenswaardigheden
- De letters XP staan voor het Engelse woord eXPerience.
- De pictogrammen werden ontworpen door The Iconfactory.
- Windows XP heeft 3D Pinball: Space Cadet als een van de spellen.
- Naar schatting 95% van alle geldautomaten gebruikte in januari 2014 nog steeds Windows XP.
- De standaardachtergrond van het bureaublad, een glooiend groen landschap met een blauwe lucht, deed veel mensen denken aan het land van de Teletubbies. Er zijn dan ook veel parodieën te vinden met onder andere Teletubbies-XP-achtergronden of zelfs een complete opstartsequentie met Teletubbies-geluiden.
- In de OOBE van Windows XP speelde op de achtergrond het lied "Velkommen" van Stan LePard, dat tevens ook gebruikt werd voor Microsofts Internet Starter Kit uit 1996.[3]

## Versies
Er zijn sinds 2001 diverse versies van XP uitgebracht:
- Windows XP: originele versie
  - Windows XP met SP1
  - Windows XP met SP2
  - Windows XP met SP3
- Windows XP Media Center Edition 2003, dus media center
  - Windows XP Media Center 2005
- Windows XP Tablet PC Edition: voor tabletcomputers
- Windows XP N: zonder Media Player, na een Europese veroordeling
- Microsoft Windows XP Starter Edition: goedkopere, uitgeklede versie voor Azië, Zuid-Amerika en Rusland
- Windows XP Professional x64 Edition: versie voor 64 bits-processors
- Windows XP Embedded: versie voor kleinere apparaten, zoals in treinen of betaalautomaten

Behalve deze versies zijn ook nog upgrades uitgebracht, bedoeld om vanaf Windows 98 of Windows ME een upgrade naar Windows XP te maken en was het mogelijk om een upgrade te doen van Home Edition naar Professional.